# Fachkraft für Bioinformatik
Fachkraft für Bioinformatik ist der TÜV-zertifizierte Abschluss einer Fortbildung für Laborkräfte. Ziel der Fortbildung ist das Erlernen des computergestützten Arbeitens im Bereich der Lebenswissenschaften, wie zum Beispiel der Umgang mit biowissenschaftlichen Datenbanken und Sequenzanalyse-Programmen.

## Ausbildung

### Allgemein
Die Ausbildung zum/zur Fachkraft für Bioinformatik wird in Deutschland derzeit ausschließlich im „Gläsernen Labor“ in Zusammenarbeit mit dem TÜV Rheinland angeboten. Die Ausbildungsdauer beträgt zwei Wochen, in denen 100 Unterrichtsstunden absolviert werden.

### Zielgruppe
Die Zielgruppe der Ausbildung umfasst Technische Angestellte und Laboranten mit abgeschlossener Berufsausbildung sowie Mitarbeiter aus biologisch-biowissenschaftlichen Einrichtungen.

### Ausbildungsinhalte
Die Ausbildung beinhaltet theoretische Hintergründe als Voraussetzung für die eigenständige biowissenschaftliche Recherche, sowie den praktischen Umgang mit dafür relevanten Datenbanken, Programmen und Webanwendungen. Die einzelnen Lerninhalte sind:
- Internet – Suchhilfen und optimale Suchstrategien
- Bioinformatik-relevante Grundlagen der Molekular- und Zellbiologie
- Biowissenschaftliche Datenbanken – Struktur, Inhalte und Recherche
- Sequenzähnlichkeitssuche – BLAST (Basic Local Alignment Search Tool)
- DNA-Sequenzanalyse online, Primer Design, Multiple Alignments
- Genomkartierung und der Umgang mit Genom-Browsern
- Recherche von DNA-Polymorphismen
- Aufbereitung von Daten der Genexpressionsanalyse
- Protein-Sequenzanalyse Tools: Primärstruktur-, Sekundärstruktur-Analysen, Posttranslationale Modifizierungen
- Proteinbetrachtung mit 3D-Software
- Neue Trends der Bioinformatik
- Umgang mit Online-Ressourcen in englischer Sprache

### Ausbildungsabschluss
Voraussetzung für den TÜV-Abschluss ist die Teilnahme am Kurs mit weniger als 20 Fehlstunden sowie im Anschluss daran das Bestehen einer schriftlichen und mündlichen Prüfung. Die Prüfung erfolgt vor dem Zentralbereich Personalzertifizierung des TÜV Rheinland.